# Elecciones de la Ciudad Autónoma de Buenos Aires de 2007

Las elecciones generales de la Ciudad Autónoma de Buenos Aires de 2007 tuvieron lugar en junio del mencionado año con el objetivo de renovar los cargos de jefe de Gobierno de la Ciudad de Buenos Aires, vicejefe y 30 de los 60 diputados que conforman la Legislatura Porteña.

## Contexto
Esta elección estuvo muy marcada por la Tragedia de Cromañón ocurrida el 30 de diciembre del 2004 que acabó con la vida de 194 personas y 1432 heridos. Este hecho llevó a un juicio político para destituir al entonces jefe de Gobierno Aníbal Ibarra por considerarlo responsable político de la tragedia. El enjuiciamiento terminó con su destitución, y fue reemplazado por el vicejefe de Gobierno, Jorge Telerman. Este hecho hizo caer rotundamente la imagen del partido oficialista Frente para la Victoria y que el presidente de la república, Néstor Kirchner, se separe de Jorge Telerman e imponga a Daniel Filmus como candidato. El jefe de Gobierno titular se presentó a la reelección para un mandato completo con el apoyo de la Coalición Cívica junto al exjefe y vicejefe de gobierno Enrique Olivera como compañero de fórmula.
En la primera vuelta, realizada el 3 de junio, Mauricio Macri, candidato de la alianza Propuesta Republicana (PRO) fue el candidato más votado con 45.62% de los votos contra solo 23.77% del justicialista Daniel Filmus, candidato del Frente para la Victoria (FPV), oficialista a nivel nacional; mientras que Telerman quedó en tercer lugar con 20.70%. La coalición PRO se impuso en todos los distritos. A pesar de este amplio triunfo, Macri no superó el umbral requerido para evitar una segunda vuelta contra Filmus, que era de 50% más uno. En cuanto a los legisladores, Propuesta Republicana obtuvo mayoría simple con 15 de los 30 escaños en disputa, asegurándose 27 de las 60 bancas.
La segunda vuelta se realizó el 24 de junio con un arrolladora victoria para Macri, de 60.96% de los votos, convirtiéndose en el primer candidato a jefe de Gobierno de Buenos Aires en recibir más de un millón de sufragios. Sin embargo, la participación fue la más baja en la historia electoral porteña, de 68.38%. Macri y los legisladores electos asumieron sus cargos el 10 de diciembre del mismo año. El 1 de abril de 2008, el partido de Macri, Compromiso para el Cambio, se convirtió formalmente en Propuesta Republicana, partido que gobierna la ciudad hasta la actualidad.

## Reglas electorales
- Jefe de Gobierno y Vicejefe de Gobierno electos por segunda vuelta entre los dos candidatos más votados, si ningún candidato obtiene más de 50% de los votos.
- 30 diputados, la mitad de los 60 miembros de la Legislatura de la Ciudad Autónoma de Buenos Aires. Electos por sistema d'Hondt con un piso electoral de 3%.

## Principales candidatos

### Propuesta Republicana
| Mauricio Macri | Gabriela Michetti                                                                                      |
| --- | --- |
| Candidato Jefe de Gobierno | Candidata Vicejefa de Gobierno                                                                         |
| [[File:Mauricio Macri Foto de Prensa.jpg\|250px\|alt={{{Alt\|{{{descripción}}}]] | [[File:Gabriela Michetti.jpg\|250px\|alt={{{Alt\|{{{descripción}}}]]                                   |
| Diputado de la Nación por la Ciudad de Buenos Aires (2005-2007) Presidente del Club Boca Juniors (1995-2007) | Legisladora de la Ciudad de Buenos Aires (2003-2007)                                                   |
| Apoyado por: \| - Compromiso para el Cambio - Recrear para el Crecimiento - Partido Demócrata Progresista - Movimiento de Integración y Desarrollo \| - Partido Federal - Partido Demócrata - Partido Blanco - Unión Popular - Frente Jóvenes Independientes \| | |
| - Compromiso para el Cambio - Recrear para el Crecimiento - Partido Demócrata Progresista - Movimiento de Integración y Desarrollo | - Partido Federal - Partido Demócrata - Partido Blanco - Unión Popular - Frente Jóvenes Independientes |

### Frente para la Victoria-Diálogo por Buenos Aires
| Diálogo por BS AS | |
| | |
| Daniel Filmus | Carlos Heller                                                                                       |
| Candidato Jefe de Gobierno | Candidato Vicejefe de Gobierno                                                                      |
| [[File:Cristina Fernández en la UNESCO 01.jpg\|1700px\|alt={{{Alt\|{{{descripción}}}]] | [[File:Carlos Salomón Heller.png\|300px\|alt={{{Alt\|{{{descripción}}}]]                            |
| Ministro de Educación, Ciencia y Tecnología (2003-2007) | Presidente del Banco Credicoop (desde 2005)                                                         |
| Partidos en la alianza: \| - Partido Justicialista - Partido de la Victoria - Partido Popular - Partido Solidario - Frente Progresista y Popular \| - Partido Generación Intermedia - Partido de la Ciudad - Red por Buenos Aires - Jubilados en Acción \| | |
| - Partido Justicialista - Partido de la Victoria - Partido Popular - Partido Solidario - Frente Progresista y Popular | - Partido Generación Intermedia - Partido de la Ciudad - Red por Buenos Aires - Jubilados en Acción |

### Más Buenos Aires-Coalición Cívica
| | |
| | |
| Jorge Telerman | Enrique Olivera |
| Candidato Jefe de Gobierno | Candidato Vicejefe de Gobierno |
| [[File:JorgeTelerman (cropped).jpg\|300px\|alt={{{Alt\|{{{descripción}}}]] | [[File:Enrique Olivera.jpg\|275px\|alt={{{Alt\|{{{descripción}}}]]                                                                                       |
| Jefe de Gobierno de la Ciudad Autónoma de Buenos Aires (2006-2007) | Jefe de Gobierno de la Ciudad Autónoma de Buenos Aires (1999-2000)                                                                                       |
| Partidos en la alianza: \| - Corriente Porteña - Afirmación para una República Igualitaria - Unión Cívica Radical - Unión por Todos - Partido Socialista \| - Partido Demócrata Cristiano - Movimiento Libres del Sur - Encuentro Progresista - Desafío Bicentenario - Iniciativa Verde - Reunión Renovadora Popular \| | |
| - Corriente Porteña - Afirmación para una República Igualitaria - Unión Cívica Radical - Unión por Todos - Partido Socialista | - Partido Demócrata Cristiano - Movimiento Libres del Sur - Encuentro Progresista - Desafío Bicentenario - Iniciativa Verde - Reunión Renovadora Popular |

### Movimiento Socialista de los Trabajadores
|                                                                   |                                                                   |
| Patricia Walsh                                                    | Héctor Bidonde                                                    |
| Candidata Jefa de Gobierno                                        | Candidato Vicejefe de Gobierno                                    |
| [[File:Patricia Walsh.png\|300px\|alt={{{Alt\|{{{descripción}}}]] | [[File:Héctor Bidonde.jpg\|300px\|alt={{{Alt\|{{{descripción}}}]] |
| Diputada de la Nación por la Ciudad de Buenos Aires (2001-2005)   | Legislador de la Ciudad de Buenos Aires (2003-2007)               |

### Buenos Aires Para Todos
| Buenos Aires Para Todos                                           | |
| Claudio Lozano                                                    | María América González                                                                             |
| Candidato jefe de Gobierno                                        | Candidata vicejefa de Gobierno                                                                     |
| [[File:Claudio Lozano.jpg\|400px\|alt={{{Alt\|{{{descripción}}}]] | [[File:DefPuebloCABA - Ma America Gonzalez Def Adjunta.jpg\|600px\|alt={{{Alt\|{{{descripción}}}]] |
| Diputado de la Nación por la Ciudad de Buenos Aires (2003-2015)   | Diputada de la Nación por la Ciudad de Buenos Aires (1997-2009)                                    |

## Resultados

### Jefe y Vicejefe de Gobierno
| Fórmula                | Fórmula                   | Partido/Alianza          | Partido/Alianza                                     | Partido/Alianza                                     | 1ª vuelta | 1ª vuelta | 2ª vuelta | 2ª vuelta |
| Jefe/a de Gobierno     | Vicejefe/a de Gobierno    | Partido/Alianza          | Partido/Alianza                                     | Partido/Alianza                                     | Votos     | %         | Votos     | %         |
| ---------------------- | ------------------------- | ------------------------ | --------------------------------------------------- | --------------------------------------------------- | --------- | --------- | --------- | --------- |
| Mauricio Macri         | Gabriela Michetti         |                          | Propuesta Republicana                               | Propuesta Republicana                               | 798.292   | 45,76     | 1.007.729 | 60,94     |
| Daniel Filmus          | Carlos Salomón Heller     |                          |                                                     | Diálogo por Buenos Aires                            | 218.189   | 12,51     |           |           |
| Daniel Filmus          | Carlos Salomón Heller     |                          | Frente para la Victoria                             | 196.016                                             | 11,24     |           |           |           |
| Daniel Filmus          | Carlos Salomón Heller     | Total Filmus - Heller    | Total Filmus - Heller                               | Total Filmus - Heller                               | 414.205   | 23,75     | 645.779   | 39,06     |
| Jorge Telerman         | Enrique Olivera           |                          |                                                     | Más Buenos Aires                                    | 192.843   | 11,05     |           |           |
| Jorge Telerman         | Enrique Olivera           |                          | Coalición Cívica                                    | 167.891                                             | 9,62      |           |           |           |
| Jorge Telerman         | Enrique Olivera           | Total Telerman - Olivera | Total Telerman - Olivera                            | Total Telerman - Olivera                            | 360.734   | 20,68     |           |           |
| Patricia Walsh         | Héctor Bidonde            |                          | Movimiento Socialista de los Trabajadores           | Movimiento Socialista de los Trabajadores           | 51.465    | 2,95      |           |           |
| Claudio Lozano         | María América González    |                          | Buenos Aires Para Todos                             | Buenos Aires Para Todos                             | 47.505    | 2,72      |           |           |
| Lía Méndez             | Néstor Jorge Avella       |                          | Partido Humanista                                   | Partido Humanista                                   | 16.346    | 0,94      |           |           |
| Marcelo Ramal          | Vanina Biasi              |                          | Partido Obrero                                      | Partido Obrero                                      | 15.623    | 0,90      |           |           |
| Guillermo Cherashny    | Miguel Ángel Ramón Gómez  |                          | Partido Consenso Porteño                            | Partido Consenso Porteño                            | 6.471     | 0,37      |           |           |
| Christian Castillo     | Carlos Artacho            |                          | Partido de Trabajadores por el Socialismo           | Partido de Trabajadores por el Socialismo           | 6.151     | 0,35      |           |           |
| Jorge Guillermo Selser | Adrián Rodolfo Camps      |                          | Partido Socialista Auténtico                        | Partido Socialista Auténtico                        | 5.925     | 0,34      |           |           |
| José Castillo          | Jorge Guidobono Rey       |                          | Frente de Izquierda Socialista Revolucionaria       | Frente de Izquierda Socialista Revolucionaria       | 5.769     | 0,33      |           |           |
| Héctor Heberling       | Andrea Fabiana Salmini    |                          | Movimiento al Socialismo                            | Movimiento al Socialismo                            | 3.317     | 0,19      |           |           |
| Rubén Oscar Saboulard  | Héctor Guillermo Bullrich |                          | Movimiento Independiente de Jubilados y Desocupados | Movimiento Independiente de Jubilados y Desocupados | 2.949     | 0,17      |           |           |
| Enrique Venturino      | Carlos Hoyos              |                          | Movimiento por la Dignidad y la Independencia       | Movimiento por la Dignidad y la Independencia       | 2.383     | 0,14      |           |           |
| Juan Carlos Beica      | Esilda Raquel Busstos     |                          | Convergencia Socialista                             | Convergencia Socialista                             | 2.200     | 0,13      |           |           |
| Javier Ernesto Brodsky | Arturo José Pécora        |                          | Concertación Popular                                | Concertación Popular                                | 2.028     | 0,11      |           |           |
| Juan Ricardo Mussa     | María Daniel Llanos       |                          | Acción Ciudadana                                    | Acción Ciudadana                                    | 1.810     | 0.10      |           |           |
| Graciela Patané        | Hilda Orlinda Oates       |                          | El Movimiento                                       | El Movimiento                                       | 1.183     | 0.07      |           |           |
| Votos positivos        | Votos positivos           | Votos positivos          | Votos positivos                                     | Votos positivos                                     | 1.744.356 | 96,81     | 1.653.508 | 94,01     |
| Votos en blanco        | Votos en blanco           | Votos en blanco          | Votos en blanco                                     | Votos en blanco                                     | 30.347    | 1,68      | 53.334    | 3,03      |
| Votos nulos            | Votos nulos               | Votos nulos              | Votos nulos                                         | Votos nulos                                         | 27.132    | 1,51      | 52.045    | 2,96      |
| Participación          | Participación             | Participación            | Participación                                       | Participación                                       | 1.801.835 | 70,01     | 1.758.887 | 68,38     |
| Votantes registrados   | Votantes registrados      | Votantes registrados     | Votantes registrados                                | Votantes registrados                                | 2.573.731 | 100       | 2.572.326 | 100       |
| Fuente:                |                           |                          |                                                     |                                                     |           |           |           |           |

#### Por circunscripción electoral - 1.ª vuelta
| Circunscripción | Circunscripción       | Mauricio Macri (PRO) | Mauricio Macri (PRO) | Daniel Filmus (DpBA-FPV) | Daniel Filmus (DpBA-FPV) | Jorge Telerman (+BA-CC) | Jorge Telerman (+BA-CC) | Patricia Walsh (MST) | Patricia Walsh (MST) | Claudio Lozano (BApT) | Claudio Lozano (BApT) | Otros  | Otros | Total     |
| N.º             | Parroquia             | Votos                | %                    | Votos                    | %                        | Votos                   | %                       | Votos                | %                    | Votos                 | %                     | Votos  | %     | Votos     |
| --------------- | --------------------- | -------------------- | -------------------- | ------------------------ | ------------------------ | ----------------------- | ----------------------- | -------------------- | -------------------- | --------------------- | --------------------- | ------ | ----- | --------- |
| 1               | Vélez Sársfield       | 25.455               | 41,84                | 16.091                   | 26,46                    | 12.758                  | 20,98                   | 2.152                | 3,54                 | 1.704                 | 2,80                  | 2.665  | 4,38  | 60.825    |
| 2               | San Cristóbal Sud     | 17.808               | 40,47                | 12.259                   | 27,86                    | 9.658                   | 21,95                   | 1.313                | 2,98                 | 967                   | 2,20                  | 1.998  | 4,54  | 44.003    |
| 3               | Santa Lucía           | 18.957               | 46,28                | 9.560                    | 23,34                    | 8.626                   | 21,06                   | 1.152                | 2,81                 | 919                   | 2,25                  | 1.744  | 4,26  | 40.958    |
| 4               | San Juan Evangelista  | 15.514               | 47,54                | 7.238                    | 22,18                    | 7.187                   | 22,02                   | 759                  | 2,33                 | 621                   | 1,90                  | 1.314  | 4,03  | 32.633    |
| 5               | Flores                | 45.321               | 44,05                | 24.571                   | 23,88                    | 22.107                  | 21,48                   | 3.408                | 3,31                 | 3.314                 | 3,22                  | 4.173  | 4,06  | 102.894   |
| 6               | San Carlos Sud        | 34.457               | 45,08                | 18.212                   | 23,83                    | 15.124                  | 19,79                   | 2.717                | 3,56                 | 2.666                 | 3,49                  | 3.251  | 4,25  | 76.427    |
| 7               | San Carlos Norte      | 31.919               | 40,14                | 20.405                   | 25,66                    | 17.576                  | 22,10                   | 2.991                | 3,76                 | 3.052                 | 3,84                  | 3.579  | 4,50  | 79.522    |
| 8               | San Cristóbal Norte   | 15.065               | 42,77                | 8.988                    | 25,52                    | 7.083                   | 20,11                   | 1.277                | 3,62                 | 944                   | 2,68                  | 1.867  | 5,30  | 35.224    |
| 9               | Balvanera Oeste       | 20.196               | 42,15                | 12.413                   | 25,91                    | 10.082                  | 21,04                   | 1.518                | 3,17                 | 1.407                 | 2,94                  | 2.293  | 4,79  | 47.909    |
| 10              | Balvanera Sud         | 10.976               | 42,97                | 6.507                    | 25,47                    | 5.181                   | 20,28                   | 796                  | 3,12                 | 740                   | 2,90                  | 1.344  | 5,26  | 25.544    |
| 11              | Balvanera Norte       | 11.871               | 43,18                | 6.572                    | 23,90                    | 6.222                   | 22,63                   | 787                  | 2,86                 | 789                   | 2,87                  | 1.253  | 4,56  | 27.494    |
| 12              | Concepción            | 11.473               | 41,31                | 7.391                    | 26,61                    | 5.756                   | 20,72                   | 983                  | 3,54                 | 779                   | 2,80                  | 1.394  | 5,02  | 27.776    |
| 13              | Montserrat            | 14.023               | 46,28                | 7.292                    | 24,06                    | 5.862                   | 19,35                   | 873                  | 2,88                 | 796                   | 2,63                  | 1.455  | 4,80  | 30.301    |
| 14              | San Nicolás           | 12.763               | 49,62                | 5.326                    | 20,71                    | 5.294                   | 20,58                   | 648                  | 2,52                 | 604                   | 2,35                  | 1.086  | 4,22  | 25.721    |
| 15              | San Bernardo          | 26.548               | 37,90                | 20.606                   | 29,41                    | 15.326                  | 21,88                   | 2.413                | 3,44                 | 2.157                 | 3,08                  | 3.004  | 4,29  | 70.054    |
| 16              | Belgrano              | 42.305               | 51,87                | 15.683                   | 19,23                    | 16.214                  | 19,88                   | 2.035                | 2,49                 | 2.351                 | 2,88                  | 2.979  | 3,65  | 81.567    |
| 17              | Palermo               | 58.387               | 52,06                | 22.109                   | 19,71                    | 21.927                  | 19,55                   | 2.697                | 2,40                 | 3.218                 | 2,87                  | 3.819  | 3,41  | 112.157   |
| 18              | Las Heras             | 49.986               | 47,64                | 21.950                   | 20,92                    | 22.793                  | 21,72                   | 2.867                | 2,73                 | 3.360                 | 3,20                  | 3.979  | 3,79  | 104.935   |
| 19              | Pilar                 | 57.011               | 56,97                | 15.558                   | 15,55                    | 19.700                  | 19,69                   | 2.047                | 2,05                 | 2.706                 | 2,70                  | 3.045  | 3,04  | 100.067   |
| 20              | Socorro               | 28.552               | 65,82                | 5.301                    | 12,22                    | 7.300                   | 16,83                   | 509                  | 1,17                 | 687                   | 1,58                  | 1.034  | 2,38  | 43.383    |
| 21              | San Vicente de Paul   | 35.134               | 43,64                | 21.524                   | 26,74                    | 16.021                  | 19,90                   | 2.545                | 3,16                 | 1.705                 | 2,12                  | 3.573  | 4,44  | 80.502    |
| 22              | Villa Lugano          | 36.414               | 41,75                | 22.052                   | 25,29                    | 21.813                  | 25,01                   | 1.980                | 2,27                 | 1.315                 | 1,51                  | 3.639  | 4,17  | 87.213    |
| 23              | Cristo Obrero         | 27.609               | 41,94                | 17.657                   | 26,82                    | 14.456                  | 21,96                   | 1.835                | 2,79                 | 1.320                 | 2,00                  | 2.953  | 4,49  | 65.830    |
| 24              | Versalles             | 27.299               | 42,13                | 17.763                   | 27,41                    | 12.901                  | 19,91                   | 2.308                | 3,56                 | 1.593                 | 2,46                  | 2.932  | 4,53  | 64.796    |
| 25              | San Luis Gonzaga      | 31.781               | 45,96                | 16.964                   | 24,53                    | 13.440                  | 19,44                   | 2.151                | 3,11                 | 1.848                 | 2,67                  | 2.968  | 4,29  | 69.152    |
| 26              | San José              | 28.359               | 40,95                | 19.101                   | 27,58                    | 14.408                  | 20,80                   | 2.486                | 3,59                 | 1.931                 | 2,79                  | 2.968  | 4,29  | 69.253    |
| 27              | Ntra. Sra. del Carmen | 26.236               | 44,54                | 16.003                   | 27,17                    | 10.574                  | 17,95                   | 1.928                | 3,27                 | 1.672                 | 2,84                  | 2.495  | 4,23  | 58.908    |
| 28              | Saavedra              | 36.873               | 46,49                | 19.109                   | 24,09                    | 15.345                  | 19,35                   | 2.290                | 2,89                 | 2.340                 | 2,95                  | 3.351  | 4,23  | 79.308    |
| Resultado       | Resultado             | 798.292              | 45,76                | 414.205                  | 23,75                    | 360.734                 | 20,68                   | 51.465               | 2,95                 | 47.505                | 2,72                  | 72.155 | 4,14  | 1.744.356 |

#### Por circunscripción electoral - 2.ª vuelta

| Circunscripción | Circunscripción       | Mauricio Macri (PRO) | Mauricio Macri (PRO) | Daniel Filmus (FPV) | Daniel Filmus (FPV) | Total     |
| N.º             | Parroquia             | Votos                | %                    | Votos               | %                   | Votos     |
| --------------- | --------------------- | -------------------- | -------------------- | ------------------- | ------------------- | --------- |
| 1               | Vélez Sársfield       | 32.483               | 56,35                | 25.164              | 43,65               | 57.647    |
| 2               | San Cristóbal Sud     | 22.401               | 53,84                | 19.204              | 46,16               | 41.605    |
| 3               | Santa Lucía           | 23.463               | 60,46                | 15.343              | 39,54               | 38.806    |
| 4               | San Juan Evangelista  | 18.563               | 59,63                | 12.567              | 40,37               | 31.130    |
| 5               | Flores                | 58.525               | 60,37                | 38.412              | 39,63               | 96.937    |
| 6               | San Carlos Sud        | 43.886               | 60,68                | 28.437              | 39,32               | 72.323    |
| 7               | San Carlos Norte      | 42.063               | 56,45                | 32.455              | 43,55               | 74.518    |
| 8               | San Cristóbal Norte   | 18.944               | 56,96                | 14.313              | 43,04               | 33.257    |
| 9               | Balvanera Oeste       | 25.553               | 56,70                | 19.511              | 43,30               | 45.064    |
| 10              | Balvanera Sud         | 13.869               | 57,40                | 10.295              | 42,60               | 24.164    |
| 11              | Balvanera Norte       | 15.336               | 59,47                | 10.453              | 40,53               | 25.789    |
| 12              | Concepción            | 14.374               | 55,11                | 11.709              | 44,89               | 26.083    |
| 13              | Montserrat            | 17.431               | 60,73                | 11.274              | 39,27               | 28.705    |
| 14              | San Nicolás           | 15.906               | 65,60                | 8.341               | 34,40               | 24.247    |
| 15              | San Bernardo          | 34.945               | 52,96                | 31.033              | 47,04               | 65.978    |
| 16              | Belgrano              | 52.746               | 68,29                | 24.492              | 31,71               | 77.238    |
| 17              | Palermo               | 72.812               | 68,26                | 33.850              | 31,74               | 106.662   |
| 18              | Las Heras             | 64.045               | 64,54                | 35.195              | 35,46               | 99.240    |
| 19              | Pilar                 | 70.695               | 74,32                | 24.422              | 25,68               | 95.117    |
| 20              | Socorro               | 34.048               | 80,58                | 8.205               | 19,42               | 42.253    |
| 21              | San Vicente de Paul   | 44.045               | 57,47                | 32.592              | 42,53               | 76.637    |
| 22              | Villa Lugano          | 45.616               | 55,11                | 37.157              | 44,89               | 82.773    |
| 23              | Cristo Obrero         | 34.405               | 54,95                | 28.209              | 45,05               | 62.614    |
| 24              | Versalles             | 34.834               | 56,24                | 27.106              | 43,76               | 61.940    |
| 25              | San Luis Gonzaga      | 40.458               | 61,51                | 25.319              | 38,49               | 65.777    |
| 26              | San José              | 36.544               | 55,75                | 29.000              | 44,25               | 65.544    |
| 27              | Ntra. Sra. del Carmen | 33.175               | 59,10                | 22.955              | 40,90               | 56.130    |
| 28              | Saavedra              | 46.564               | 61,81                | 28.766              | 38,19               | 75.330    |
| Resultado       | Resultado             | 1.007.729            | 60,94                | 645.779             | 39,06               | 1.653.508 |

### Legislatura
| ← 2005 · Legislatura · 2009 → | ← 2005 · Legislatura · 2009 →                       | ← 2005 · Legislatura · 2009 → | ← 2005 · Legislatura · 2009 → | ← 2005 · Legislatura · 2009 → | ← 2005 · Legislatura · 2009 → |
| Partido/Alianza               | Partido/Alianza                                     | Votos                         | %                             | Bancas                        | Candidatos |
| ----------------------------- | --------------------------------------------------- | ----------------------------- | ----------------------------- | ----------------------------- | --- |
|                               | Propuesta Republicana                               | 768.748                       | 44,32                         | 15/30                         | Ver candidatos: 1. Mariano Narodowski 2. Cristian Ritondo 3. María Eugenia Vidal 4. Enzo Luis Pagani 5. Oscar Moscariello 6. María Eugenia Rodríguez Araya 7. Gerardo Ingaramo 8. Fernando Martín Ocampo 9. Victoria Morales Gorleri 10. Avelino Tamargo 11. Néstor Aníbal Abbas 12. Mónica Alicia Lubertino 13. Jorge Mario Hugo Garayalde 14. Osvaldo Martín Borrelli 15. Diana Martínez Barrios 16. Álvaro Gustavo González 17. Patricio di Stefano 18. María Raquel Herrero 19. José Luis Acevedo 20. Ignacio Carlos Eduardo Crevena 21. María Karina Spalla 22. Héctor Antonio Lostri 23. Ezequiel Fernández Langan 24. María Angélica Hernández 25. Osvaldo Argentino Díaz de Souza 26. Baltazar Jaramillo 27. Gabriela Rosana Yonadi 28. Marcelo Claudio Bouzas 29. Gabriela Alejandra Salusso 30. Natalia Fidel               |
|                               | Diálogo por Buenos Aires                            | 250.471                       | 14,44                         | 5/30                          | Ver candidatos: 1. Aníbal Ibarra (DxBA) 2. Raúl Puy (PS) 3. Gabriela Alegre (PV) 4. Eduardo Epszteyn (DxBA) 5. Gonzalo Roberto Ruanova 6. María José Nacci 7. Miguel O. Grillo 8. Juan Cruz Noce 9. María Elena Naddeo (DxBA) 10. Marcelo A. Villa 11. Fernando Muñoz 12. Mariana F. Alanis 13. Daniel E. Maglioco 14. Daniel A. Paclin Etchart 15. Gladys E. Miño 16. Juan Ángel Guerra 17. Luis Rey 18. María de los A. Suárez 19. Rinaldo H. Muscia 20. Diego E. Rosales 21. Alicia Claudia de la Sota 22. José Luis Acuña 23. Guadalupe Armada 24. Fabián A. Corrales Ruiz 25. Diego A. Carlomagno 26. Ana E. Barrio 27. Enrique A. Nieva 28. Rubén A. Cácerez 29. Sofía Gandini 30. María del C. Cattaneo |
|                               | Frente para la Victoria                             | 186.559                       | 10,76                         | 3/30                          | Ver candidatos: 1. Ginés González García 2. Diego Kravetz 3. Silvina Aurora Pedreira 4. Juan Cabandié 5. Ana María Suppa 6. Sandra Guillermina Bergenfeld 7. Matías Barroetaveña 8. Nicolás Trotta 9. Mara Brawer 10. Martín Olmos 11. Humberto Carlos Sabattini 12. Irma Rosa V. Pernicone de Pandolfi 13. Alejandro Adrián Otero 14. Roberto Horacio Ahuad 15. María Carmen Puch 16. Rubén Ángel Devoto 17. Gustavo Alejandro Frattini 18. Hida Matilde Sturlesi 19. Américo Rómulo Parodi 20. Alberto Hugo Emaldi 21. Cecilia Presas Páez 22. Héctor Pedro Biassoni 23. Carlos Alberto Carro 24. María S. Guanuco Parrilli 25. Raúl Terushige Hashiba 26. Andrés Domingo González 27. Alicia Cristina Crudele 28. Rogelio González 29. Gisela Vanina Gatti 30. Miriam Alicia Bearzotti                                             |
|                               | Más Buenos Aires                                    | 172.642                       | 9,95                          | 3/30                          | Ver candidatos: 1. Gabriela Cerruti 2. Julián D'Angelo 3. Raúl Enrique Fernández 4. Florencia Polimeni 5. Helio Rebot 6. Raúl Alberto Seguí 7. Marcela Lamosa 8. Alejandro Amor 9. Horacio Lenz 10. Nancy Bazán 11. Leandro César Querido 12. Carlos Traboulsi 13. Mónica Emitz 14. Simón Bestani 15. Sebastián Matías Pilatti 16. Gabriela Groba 17. Esteban Pedro Bellomo 18. Rubén Oscar Rosmarino 19. Romina Cecilia Platarotti 20. Eduardo Horacio Torres 21. Gustavo Adrián Faskowicz 22. Zulma Esther Rodríguez 23. Roberto F. di Lorenzo 24. Pablo Fernando Silva 25. Paula Andrea Streger 26. Álvaro Buliner 27. Enzo Bruno Stefanucci 28. Belania Aprile 29. Mariano Uccello 30. María Rosa Negre |
|                               | Coalición Cívica                                    | 148.899                       | 8,59                          | 2/30                          | Ver candidatos: 1. Diana Helena Maffía 2. Sergio Abrevaya 3. Gladys Ethel Morandi 4. Maximiliano Ferraro 5. María Fernanda Reyes 6. Claudio Gabriel Cingolani 7. Narciso Muñiz 8. Silvia Mónica Datsira 9. Claudio César Bargach 10. Adriana Isabel Montes 11. Mariana Daniela dos Santos 12. Juan Pablo Arenaza 13. Flavio Luis Buccino 14. Gabriela Raquel Abiad 15. Nicolás Iván Gallo Gowland 16. Hernán Darío García 17. Marta Noemí Waltham Bishop 18. Mónica Beatriz Fogliatti 19. Mariano Scorzelli 20. Iris Esther Rocco 21. Andrés Enrique Vaira Laborda 22. Pascual Mingrone 23. María del Carmen Montenegro 24. Roberto Lobato 25. Mónica Liliana Machín 26. Clara Turkenicz 27. Johnny Serrano Quiroga 28. María Florinda Santoliquido 29. María Eugenia Martocq 30. Jesús Raúl Rodríguez                                |
|                               | Movimiento Socialista de los Trabajadores           | 70.065                        | 4,04                          | 1/30                          | Ver candidatos: 1. Patricia Walsh 2. Marcelo Parrilli 3. Agustín Vanella 4. Miranda González Martín 5. Tomás Devoto 6. Patricio Francisco Ledesma 7. Claudia Martínez 8. Andrés Bercum 9. Silvia Inés Sabio 10. Ricardo Bruno 11. Rafael Daldi 12. Miriam Aquino 13. Carlos Ventura 14. Daniel Mercado 15. Marta Alicia García 16. Luis Alberto Orellana 17. Fabián Patachiuta 18. Andrea Elsa Santapaola 19. Héctor Ricardo Guaraglia 20. Francisco Eduardo Makinistian 21. Analía Verónica Rodríguez 22. Jorge Catan 23. Alberto César de Renzis 24. Natalia Paola Barrios 25. Arturo Carlos Mansilla 26. Alfredo Samuel Bueno 27. Beatriz Amelia Massanisso 28. José Alejandro Cavallero 29. Carlos David Garberi 30. Silvia Raquel Videla                                                                                         |
|                               | Buenos Aires para Todos                             | 51.506                        | 2,97                          | 1/30                          | Ver candidatos: 1. Martín Hourest 2. Pedro Alberto Bussetti 3. Laura Susana García Tuñón 4. José Carlos Escudero 5. Luis Enrique Ramírez 6. Leonor Alicia Rojas 7. Daniel Domingo Betti 8. Marcelo Ariel Maldonado 9. Amalia Concepción Aima 10. Rafael Amadeo Gentili 11. Graciela Elena Cipolletta 12. Jorge Mario Epulef 13. Jorge Justo Cardelli 14. Irma Gladys Álvarez 15. Armando Mario Muñz 16. Elías Carlos Moure 17. María Cristina Chiste 18. Aníbal Félix Vázquez 19. Corina Beatriz Alániz 20. José Menese 21. José Luis Matassa 22. Dore Elena Rica 23. Néstor Rolando Jeifetz 24. Alberto Edgardo Gejman 25. Gladys Noemí del Valle Sosa 26. Héctor Daniel Acosta 27. José Domingo Dimasi 28. Mirta Ofelia Figueroa 29. Víctor Enrique Angio 30. Nina Isabel Brugo Marco                                               |
|                               | Partido Obrero                                      | 18.927                        | 1,09                          | 0/30                          | Ver candidatos: 1. Jorge Altamira 2. Néstor Correa 3. Julia Noemí Barrionuevo 4. Carlos Alberto Pérez 5. Santiago Matías Gima 6. Claudia Ferrero 7. Rubén Pablo Schofrin 8. Pablo Eibuszyc 9. Julia Del Carmen Sáez González 10. Domingo Faustino Reinoso 11. Flavio Condori Peláez 12. Magdalena Idelma Castro 13. Jorge Alfredo Pachame 14. Eduardo Manuel Martínez 15. Norma Ciga Roca 16. Mariela Solesio 17. Guillermo Osvaldo Leyenda 18. Ariel Fernando Rocchetti 19. Alicia Rodríguez 20. Roberto Iván Moschner 21. Analía Natalia Silva 22. Gabriel Alejandro Beati 23. Lidia Sarmenti 24. Alfonso José de Villalobos 25. Luis Ángel Trombetta 26. Elena Florín 27. Nicolás Andrés Rapanelli 28. María del Carmen Martínez 29. Gonzalo Alberto Hernández 30. Leonardo Eliezer Furman                                         |
|                               | Partido Humanista                                   | 17.981                        | 1,04                          | 0/30                          | Ver candidatos: 1. Jorge Pompei 2. Pina Greco 3. Hernán Aisenberg 4. Graciela Claudia Balestra 5. Celia Rosa Latuf 6. Iván Novotny 7. Gustavo Martín Tenaglia 8. Silvia María Guardado 9. Mirta Rosa Latuf 10. Pablo Ernesto Ales 11. Oscar Alberto Yodice 12. Eva Lidia Broner 13. Jorge Oscar Pardes 14. María Cristina Suárez 15. Sonia Susana Carosella 16. Fortunato Gabriel Morrone 17. Mariela Orsana Fernández 18. Mario Ernesto Martínez Angelini 19. Adriana Lina Militano 20. Dora Daniela Caldas 21. Gustavo Viglieca 22. Silvia Andrea Recioy 23. Verónica Julieta Torres 24. Daniel Santiago Domínguez 25. María Eugenia Vittori 26. Mirta N. Gatica 27. Pascual Eduardo Molinaro 28. María Julieta Spagnuolo 29. Carmen Souto 30. Carlos Roberto Onofrio Bianchi                                                       |
|                               | Partido Socialista Auténtico                        | 7.253                         | 0,42                          | 0/30                          | Ver candidatos: 1. Jorge Guillermo Selser 2. Adriana Rodolfo Camps 3. Clara Elena Levy 4. Francisco Moreno Guirado 5. Liliana Palavecino 6. Enrique Felipe Mario Distefano 7. Graciela Rosa Nieto 8. Rodolfo Raúl Basso 9. Luis Raquel Russomano 10. José Rodolfo Bradarich 11. Pilar Susana Molina 12. Juan Pablo Echeconea 13. Maite Luciana Lacherra 14. Ernesto Héctor Sian 15. Américo Miguel Trupia 16. Sara Sánchez 17. Carlos Alberto D'Andria 18. Laura Mónica Garbiso 19. Silvio Pilnik 20. Gastón Revollo Ojeda 21. María Magdalena Macaggi 22. Antonio Isidoro Montoya 23. María del Carmen Woll 24. Rodolfo Vázquez 25. José Miguel Mendoza 26. Viviana Lorena Nessi 27. Leandro Ariel Lacherra 28. Verónica Aurora López 29. Néstor José Ninona 30. José Luis María Bregante                                            |
|                               | Partido de los Trabajadores Socialistas             | 6.585                         | 0,38                          | 0/30                          | Ver candidatos: 1. Andrea Robles 2. Carlos Platkowski 3. Silvia Lía Pesaresi 4. María Chávez 5. Martín Durand 6. Alicia Navarro Palacios 7. Laura Meyer 8. Fernando Scolnik 9. María Soledad Bajar 10. Mariela Pozzi 11. Miguel Reisenman 12. Paula Varela 13. Emilio Salgado Quintans 14. Gustavo de Biase 15. Virginia Pescarmona 16. Hernán Varela 17. Hernán Otero 18. María Emilia Hidalgo 19. Ernesto González 20. Florencia Piriz 21. Guillermo Ermili 22. Lorenza Castro 23. Diego Halama 24. Gabriela Pavón 25. Fabiana Sotelo 26. Diego Stillo 27. Cecilia Galland 28. Hugo Colombini 29. Carina David 30. Mariana Elorga |
|                               | Frente de Izquierda Socialista Revolucionaria       | 6.484                         | 0,37                          | 0/30                          | Ver candidatos: 1. Ernesto González 2. Gastón A. Laigle 3. Roxana L. Sposaro 4. Hugo M. Benítez Escurra 5. Juan M. Salameron 6. Juliana I. García 7. José Víctor Garay 8. Alejandro Resnik 9. María Celeste MacDougall 10. Federico F. Novo Foti 11. María Matilde Mangone 12. Claudio A. Andreotti 13. Claudio H. Fourcade 14. Eva Bárbara Caleresu 15. Jorge Oscar Leiva 16. Fernando Roehe de Olivera Velloso 17. Verónica S. Rodríguez 18. Federico Carlevaro 19. Alejandro Waisman 20. Cecilia V. Vázquez 21. Pablo F. Alemida 22. Luis D. Arteaga 23. Graciela C. Camalli 24. Jorge A. F. Calabretta 25. Andrea Inés Luceri 26. Sebastián F. Burgos 27. Mario N. Cividino 28. Delia Alliana 29. Diego G. Martínez 30. Facundo M. Tisocco                                                                                        |
|                               | Partido Consenso Porteño                            | 6.241                         | 0,36                          | 0/30                          | Ver candidatos: 1. Santiago Cúneo 2. Carmen Emilce Raquel Maury 3. Mariana Sforza 4. Miguel Ángel Gómez 5. Ricardo Eduardo Mánica 6. Estela Maris Aves 7. Alejandro Jorge Pedro Montiel 8. Carlos José Savo 9. Diana Lidia Cherashny 10. Raúl Félix Colbert 11. Norberto Eduardo Francabandiera 12. María Elena Pérez 13. Martín José Caseñña 14. Rodrigo David Matías Maury 15. Nadia Gladys Bustamante 16. Luis Servando Díaz 17. Francisco Esteban Gallotti 18. Mirta Noemí Reyes 19. Alejandro Daniel Carmelli 20. Hugo Carlos Pelozo 21. Gladys Mabel Reynoso 22. María Ileana Bustamante 23. Diego Fernando Fúnez 24. Juana Elvira Guachaca 25. Laura Rodríguez Ares 26. Rodrigo Ruy Bárbara 27. María Angélica Fesler 28. Salomón Cherashny 29. Vanina Elisabet Brost 30. Fabio Marcelo Zapana                                 |
|                               | Movimiento al Socialismo                            | 3.532                         | 0,20                          | 0/30                          | Ver candidatos: 1. Martín Andrés González Bayón 2. Alicia María Szapiro 3. Marcelo Yunes 4. Ignacio Chavero 5. Inés Zadunaisky 6. Verónica Sánchez 7. Rodolfo Torres 8. Walter Ramón Espinosa 9. Laura Paola Céspedes 10. Natalia Soledad Romero Ríos 11. Elio Oscar Padrón 12. Roberto Fanjul 13. Micaela Magali Harispe 14. Matías Edmundo Pufahl 15. Daniel Osvaldo Benzi 16. Aldana Sica 17. César Luis Rojas 18. Luis Edmundo Suárez 19. Cristina Noemí Mozo 20. Ernesto Arnaldo Aranda 21. Alejandro David Torres 22. Mónica Beatriz Traverso 23. Darío Gerardo Agüero 24. Ariel Gustavo Borenstein 25. Graciela Luisa Coppola 26. Adrián Gabriel Borenstein 27. Ernesto Alberto de la Vega 28. Marta Isabel Núñez 29. Julián Mariano Gutiérrez 30. Jorge Eduardo Pizarro                                                       |
|                               | Movimiento Independiente de Jubilados y Desocupados | 3.191                         | 0,18                          | 0/30                          | Ver candidatos: 1. Ana Raquel Melnik 2. Horacio Lagar 3. Daniel Omar Castiñeiras 4. Mónica Viviana Lang 5. Diego Hernán Abrego 6. Margarita Meira 7. Jorge Omar García 8. Leticia del Valle Soria 9. Analía Soledad Casafú 10. Hernán Maximiliano Juárez 11. Sofía Aida Rabih 12. Adrián Eduardo Calderón 13. María Cristina Guglielmini 14. Héctor Daniel Roteiro 15. Ladis Clariveli Alániz 16. Ricardo Javier Valdueza Segreti 17. Giselle Guadalupe Santana 18. José Antonio Ramos 19. María Nidya Safigueroa 20. Gerónimo Marcos Antonio Ramos 21. Nazareno Jerónimo Montenegro 22. Sabina Pastora Figueroa 23. Agustín Silvano Miño 24. Sonia Brito 25. Carlina del Valle Sánchez 26. Juan Carlos Ramón Perren 27. Silvia Beatriz Goncel 28. Celia Elvira Robles 29. Fabio Oscar Seco 30. Jesica Sabrina Susana                 |
|                               | Movimiento por la Dignidad y la Independencia       | 2.818                         | 0,16                          | 0/30                          | Ver candidatos: 1. Juan Carlos Giménez 2. Urbano Leonardo Pedraza 3. María Verónica Hoyos 4. Pablo Alejandro Picón 5. Leandro Javier Hoyos 6. Elba Mirta Sábato 7. Ariel Gómez 8. Guillermo Aliaga López 9. Ana Karina Coch 10. Giordano Spairani 11. Ezequiel Esteban Venturino 12. Mirta Julia Pettinari 13. Armando Zarabozo 14. Enrique Carlos Venturino 15. Zaida Karina Galiñanes 16. Raúl Federico Seeber 17. Sergio Herna Hoyos 18. Anabella Luz Venturino 19. Valeria Carla de Vita 20. José Francisco Coderch 21. Claudia Alejandra Alberti 22. Diego Hernán Venturino 23. Lucas Rodolfo Velázquez 24. María Fernanda Canepa 25. Alicia Beatriz Sarnovo 26. Walter Ezequiel Novillo 27. Sandra Karina Lagorio |
|                               | Compromiso Porteño                                  | 2.789                         | 0,16                          | 0/30                          | Ver candidatos: 1. Luis Carlos Echeandia 2. Luis Macalu 3. Mirta Diana Alvarado 4. Oscar F. Medrano 5. Ricardo Martín Zárate 6. Beatriz M. Baigorria 7. J. David Omonte Hinojosa 8. Teresa Asunción Leuzzi 9. Susana Lucía Bustos 10. David Guillermo Roffé 11. Marcela Noemí Zunino 12. Juan José Izaguirre 13. Silvia Eliza Baigorria 14. Carlos Omar Battipede 15. Sergio Omar Villalba 16. María Elena Giménez 17. Enrique Rubén Massocco 18. Jorge Luis Valentín Arroyo 19. Elsa Daporta 20. Onofre Victorino Ibarra 21. Pablo Rodolfo García 22. Justina Ibarra 23. Jorge Aníbal Lagos 24. Rosa P. González Lela 25. Norberto Joaquín Ortega 26. Olga Estela Benítez 27. Ana María Mannara 28. Juan Carlos Añón 29. Miguel A. Gómez Sanjaume 30. Ana María Bartkevicius                                                         |
|                               | Convergencia Socialista                             | 2.650                         | 0,15                          | 0/30                          | Ver candidatos: 1. Pablo Martín Tavolaro 2. Mario Roberto Palavecino 3. Nayla Ayelén Mancini 4. José Vicente Veleda 5. Marcos José Propato 6. Miriam Beatriz Haddad 7. Mariano Santile 8. María Emilia Beica 9. Fabián Alejandro Naistat 10. Élida Angélica Cartagenova 11. Jorge Jacinto Juani 12. Patricia Isabel Belizán 13. Lorena Leticia Cáceres 14. Fabián Alberto Cáceres 15. María Eugenia Sosa 16. Gastón Oscar Ravizzoli 17. Mónica Leticia López 18. Norberto Elías Luna 19. Carolina Sziller 20. Diego Cristian Yaggi 21. Viviana Andrea Díaz 22. Leandro Andrés Yaggi 23. Marta Beatriz del Carrril 24. Roberto Tavolaro 25. Agustina Teresa Grancelli 26. Oscar Huberto Castro 27. Elizabeth Raquel Domínguez 28. Diego Enrique Centeno 29. Gisela Alejandra Teves 30. Silvio Marcelo Loisi                            |
|                               | Concertación Popular                                | 2.410                         | 0,14                          | 0/30                          | Ver candidatos: 1. Lucía Verónica Olivera 2. Sergio Daniel Nielsen 3. Facundo M. E. Fuertes 4. Liliana I. Villamonte 5. Andrés A. Torres 6. Leonardo D. Dadino 7. María A. Pujalte 8. Fernando R. Monzón 9. Ezequiel I. Peleretegui 10. Carola C. Romanelli 11. Gustavo N. A. Blanco 12. Adrián A. Pécora 13. María Soledad Taboada 14. Pedro Walter Acuña 15. Gerardo R. Vezzosi Russomanno 16. Carmen I. Valente 17. Pablo G. Mannella Paretti 18. Jorge A. Domínguez 19. Ivanna López Barbirotto 20. Claudio D. Tammaro 21. Javier C. Buñirigo 22. Marcela A. Martínez 23. Ernesto Feriño 24. Javier N. Vila 25. María Elena Malagrino 26. Daniel J. Acuña 27. Carlos A. Vega 28. Olga Y. Robles 29. Diego A. Miceli 30. Fernando A. Colosimo                                                                                      |
|                               | Acción Ciudadana                                    | 1.965                         | 0,11                          | 0/30                          | Ver candidatos: 1. Juan Ricardo Mussa 2. Ángel Matías Oyuela 3. María Daniela Llanos 4. Enrique Adalberto Piragini 5. Raul Lago 6. Fatima Handous 7. Isaac Wieder 8. María Ester Gómez 9. Ramón Armando Herrador 10. Jorge Francisco Grinman 11. Telma Graciela Moyano 12. Genaro Festinese 13. Ricardo Andrés Alonso 14. Hilda Mabel Peralta 15. Teobaldo César Carulla 16. Alberto Omar Arrua 17. Obdulia Susana López 18. Nancy Edith Ferreira 19. Enrique Adrián Bugnot 20. Mabel Beltrán 21. María Alejandra Susana Tano 22. Gabriel Aníbal Santajuliana 23. Silvia Debenedetti 24. Guillermo Jorge Vizzolini 25. Analía Estela Olivera 26. Luis Alberto Drewes 27. María Soledad Andersen 28. José Cardone 29. Sandra Yolanda César 30. Rufino Baloy Campos                                                                     |
|                               | Convocatoria de Integración Ciudadana               | 1.431                         | 0,08                          | 0/30                          | Ver candidatos: 1. Liliana Ester Sánchez 2. Ramón Orfil Borda 3. Carlos Alberto Batalla 4. Eliana Ruth Christoph 5. Rodolfo D'Amico 6. Enrique Rubén Cerdeira 7. Mirta María Ercilla Tavanti 8. Carlos Alberto Nieves 9. Santiago Dionisio Pasetti 10. Mónica Amelia Maldonado 11. Gustavo Daniel Marques 12. Aurora Argentina Monzón 13. Jorge Javier Visconte Portela 14. Néstor Javier Borda 15. Carmen Haydee Barreiro 16. Jorge Enrique Odorisio 17. Roberto Daniel Romero 18. Mabel Graciela Farías 19. Armando Héctor F. Chion 20. Blanca Beatriz Bermúdez 21. Emilio Fermín López 22. Roberto Rubén Nieves 23. Elizabeth Miriam Celenza 24. Miguel Ángel Pérez 25. Alberto Reynaldo Valdez 26. Vanina Noemí Coria 27. Franco Gilberto Rasini 28. Alicia Fernanda Gregorio 29. Víctor Andrés Valenzuela 30. Stella Maris Posse |
|                               | El Movimiento                                       | 1.247                         | 0,7                           | 0/30                          | Ver candidatos: 1. Azucena Lidia Marchioni 2. Ángel Pérez 3. Héctor Augusto Rival 4. Norma Ester Onna 5. David Franklin Lara 6. Norberto Amadeo Gentili 7. Silvana Antonia Giammichelli 8. Ricardo Raúl Gamondes 9. Nelson Edgardo Quintana 10. Alicia Bello 11. Susana Noemí Quintana 12. Sergio Adrián Kowacevicz 13. Damián Eduardo de Simone 14. Nora Beatriz García 15. Pablo Damián Perotti 16. Diego Ramón Espinazo 17. María Selva Ramírez 18. Antonio Tortora 19. Gastón Sallago 20. Patricia Susana Castro 21. Sebastián Facundo Emanuel Cova 22. Ambrosia Alfredo Bosco 23. Beatriz Alicia Ramírez 24. Andrés Emilio Fontana 25. Maximiliano Ariel Bonggi 26. Susana Inés Paruolo 27. Juan Ramón Figueroa 28. Marte Haydee Guerra 29. Daniel Horacio Insaurralde 30. Carlos Alfredo Tortora                                |
| Votos positivos               | Votos positivos                                     | 1.734.394                     | 96,26                         |                               | |
| Votos en blanco               | Votos en blanco                                     | 40.138                        | 2,23                          |                               | |
| Votos nulos                   | Votos nulos                                         | 27.303                        | 1,52                          |                               | |
| Participación                 | Participación                                       | 1.801.835                     | 70,01                         |                               | |
| Votantes registrados          | Votantes registrados                                | 2.573.731                     | 100                           |                               | |
| Fuente:                       |                                                     |                               |                               |                               | |